# 船首
船首（せんしゅ、bow）は、船の前の部分のこと。あるいは艏（舟偏に首）と書いて「おもて」ともいう。特に先端部を舳先（へさき）や舳（みよし）、英語ではstemと呼ぶ。軍艦の場合は「艦首」（かんしゅ）とも。英語のbowは帆走艦船時代の船首が弓のような形状だったことに由来する。

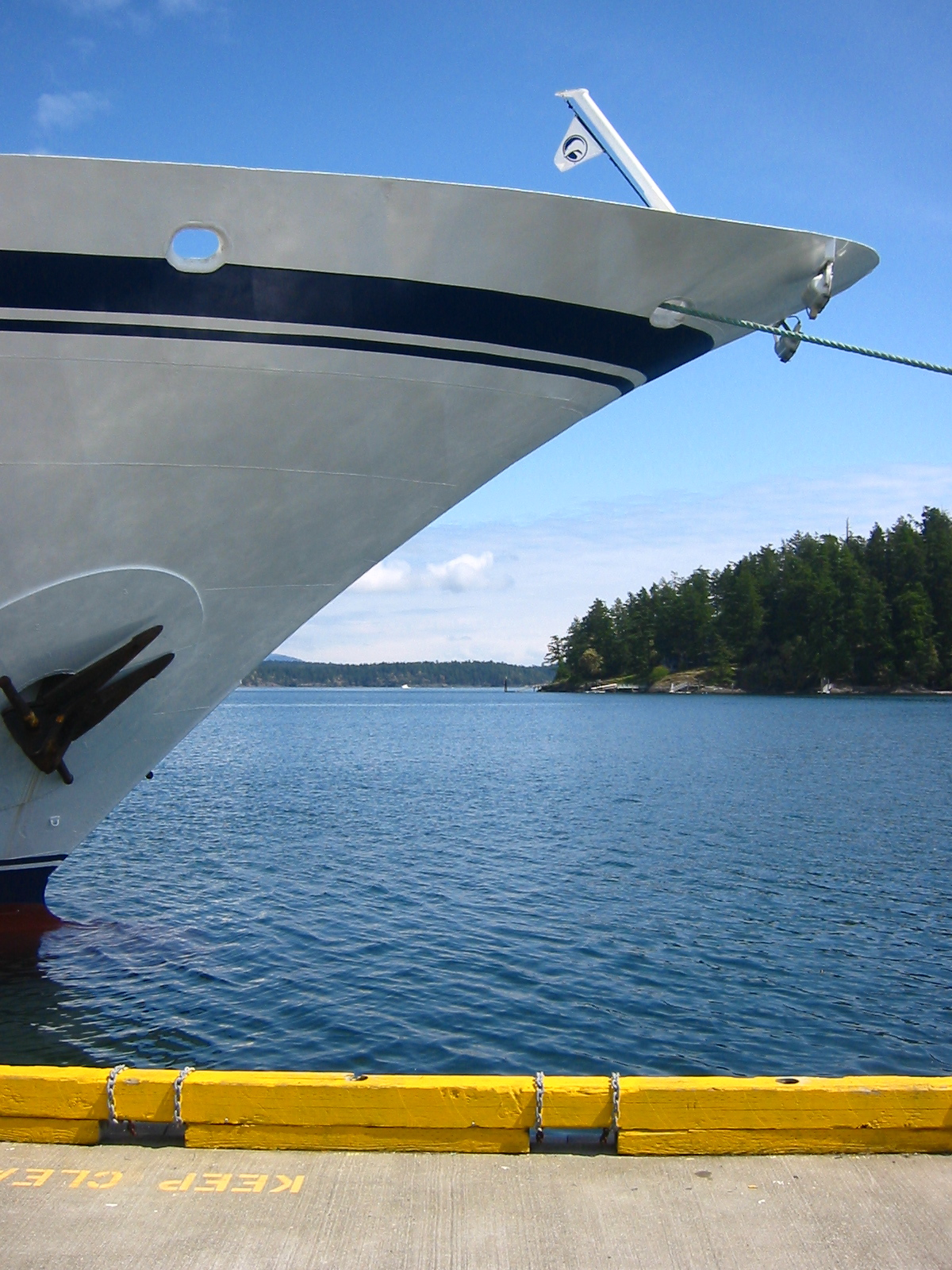
船首

船が効率よく水を切って進むためには船首の適切な設計が必要になる。船首が水を切ると水面には波が立つため、船首の設計は主に波を立てることによっておきる抵抗、つまり、造波抵抗を最小にすることに主眼が置かれ、加えて漂流物等の衝突や波の衝撃に対しても十分な強度が要求される。多くの船では、船首楼と呼ばれる上甲板上の構築物を備えている。

## 凌波性

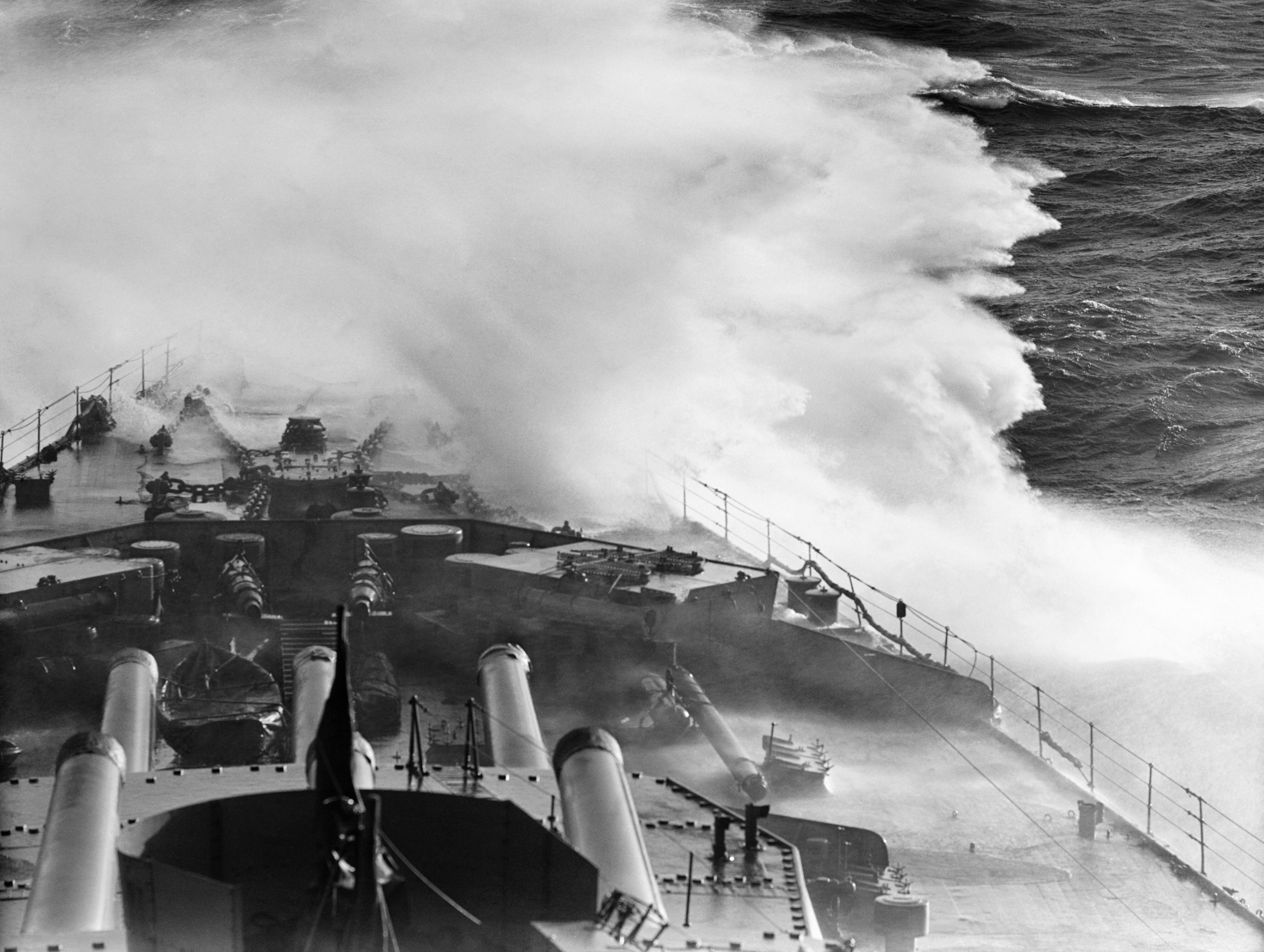
外洋航行における「ロドニー (戦艦)」。艦首の凌波性が判る写真。

前進する船の船首に高い波がぶつかると、波しぶきが巻き上がる。乾舷が低いほど上甲板が激しく波に洗われ支障をきたし、もしも上甲板に開口が生じるとそこから船内へ水が入り込み、船の浮力を失うなど危険となる。船首の凌波性を向上させる構造設計により、このような事態を防ぐ。

## 抵抗の削減
バルバス・バウ（Bulbous Bow、球状船首）は、船首の起こす波を打ち消すため、造波抵抗が小さくなる。
Ax-Bow（アックスバウ）、LEADGE-Bow（レッジバウ）、Whale Back Bowは、波から受ける抵抗が小さく、波浪中での船速低下が少ない。実海域でのシーマージンが小さい（シーマージン低減型船首）。

## 強度
船体が波と衝突する時に受けるパウンディング（Pounding）やスラミング（Slamming）、シンケージやバウダイビング（Bow diving） 時のパンティング（Panting）などの外力に対して十分な構造強度が要求されるため、21世紀現在の鋼鉄船は、ブレストフック（Brest Hook）と呼ばれる船首肘板やサイドストリンガー（Side Stringer）という船側縦材、パンティング・ストリンガー（Panting Stringer）防撓縦材などが船首内部から支え、船首最前部はファッション・プレート（Fashion Plate）と呼ばれる丸みを持った鋼鉄板でさらに補強されている。これらの部材によって船首は船体の中でも最も強く作られている。
船首は複雑な曲面で構成されることが多く、熟練作業員の手作業によって一枚の平鋼板を過熱し冷却しながら力を加えて所定の形にする撓鉄（ぎょうてつ）と呼ばれる高度な技術が必要であり、一連の撓鉄により加工された鋼板を接合することで船首が製造される。

## 装置・装備
- 揚錨機を備えることが多い
- 係留時の索の固定を担い、航海時には索を保管する
- 上甲板下の船首部は揚錨装置以外はバラスト・タンクになることが多い
- 上甲板の先端に旗を立てるポールを備え、船首舷側には船名や喫水表示が書かれる
- 船首部の水面下にサイドスラスター（Side Thruster）を備える大型船が多い。
- 大型船では前部レーダーを備えることがある
- まれに船首船橋を持つ船がある

## 外観
船首の形状にはその船が作られた時代の造船技術が如実に表れ、船首の傾斜によって造船時期がわかるものがある。20世紀初頭の鋼鉄船黎明期には下部ほど前に傾斜した船（三笠）と水面に対して垂直なもの（河内）、上部が前に傾斜しているもの（金剛）が混在した時期があったが、20世紀の中頃からは上部が前に傾斜した現代の形に落ち着いていった。バルバス・バウが広がりだすと、大型船ではほとんど全てが独特の形状のバルバス・バウを備えるようになった。21世紀になってからは、高速船では船首を鋭くし、低速船では球体上の広い船首を持っている。また、シアーと呼ばれる前部の乾舷、つまり水面から上甲板までの高さが高くなっている船（大和）もあり、その傾きは船種や国籍によっても異なるため、これも各国独特のスタイルを作り出している。
航海の安全を願って、バウスプリットの根元から船首付近に、船首像（フィギュアヘッド）という装飾彫像が取り付けられることがある。モチーフは女神が多いが、船名になぞらえた形状にする船もある。

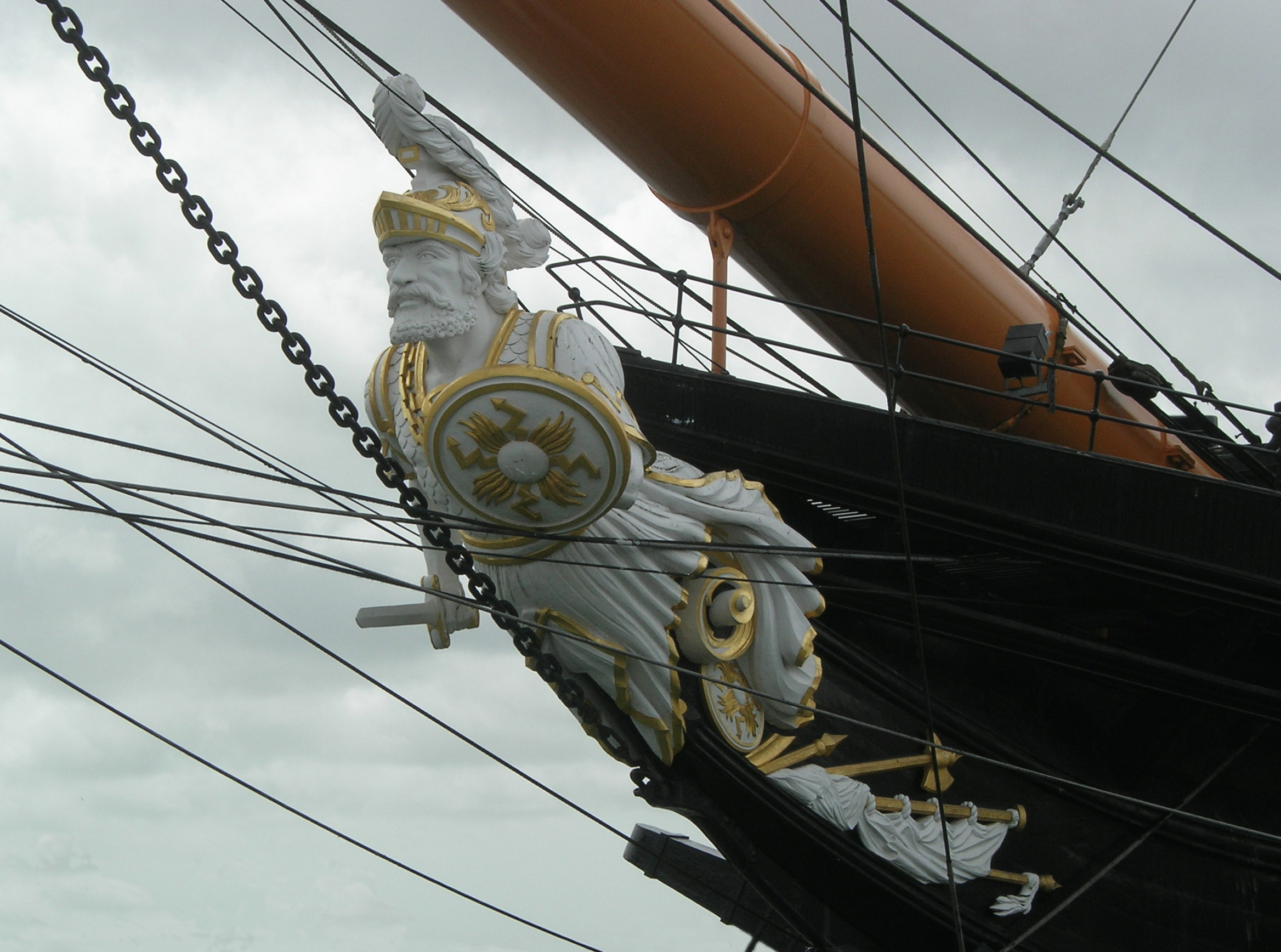
HMS ウォーリアに取り付けられた戦士の船首像
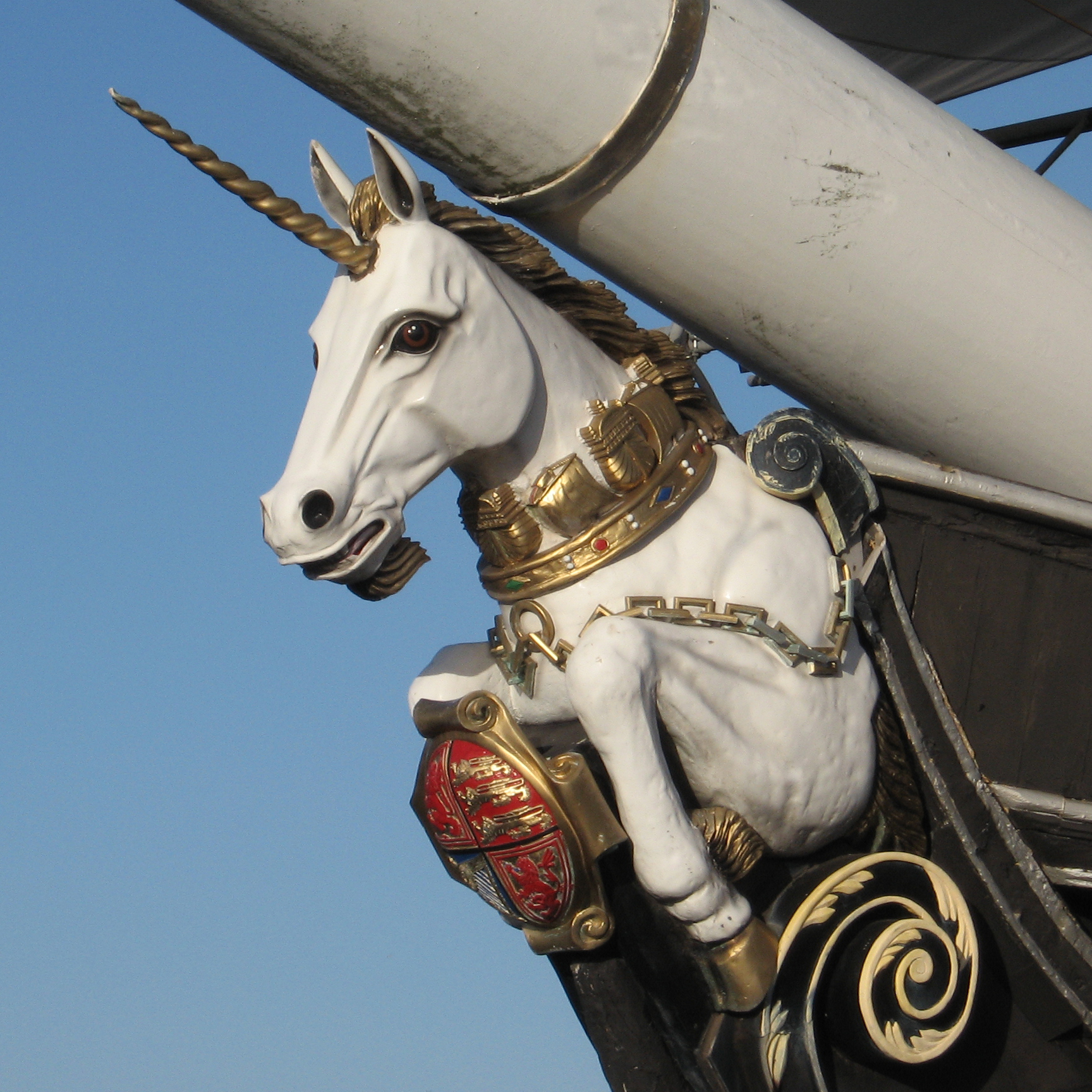
HMS ユニコーンに取り付けられたユニコーンの船首像
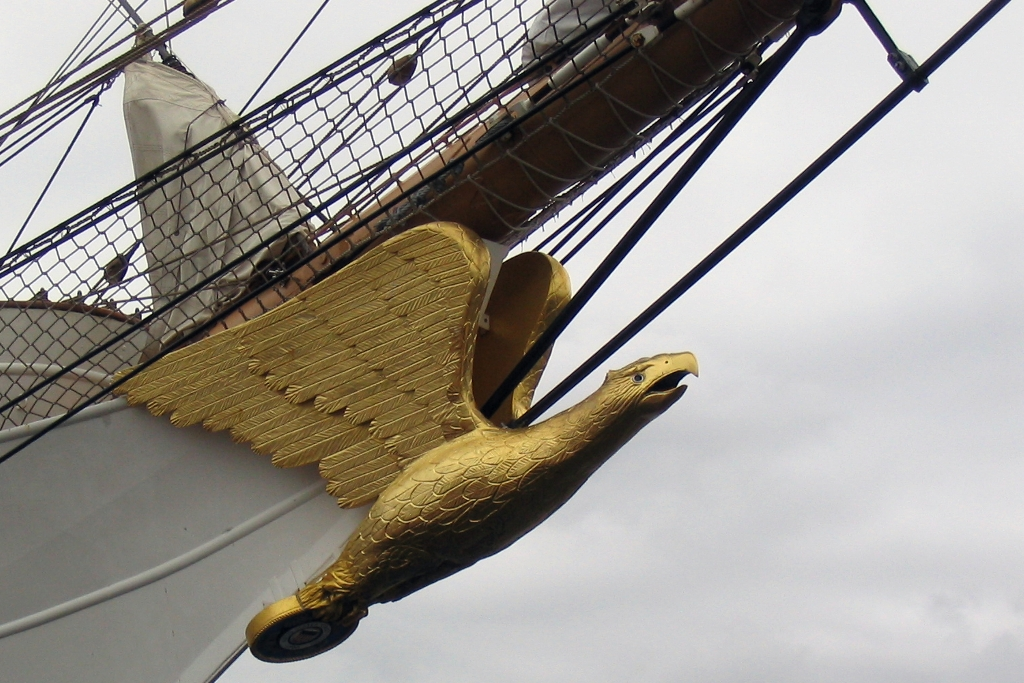
USCGC イーグルに取り付けられたイーグルの船首像
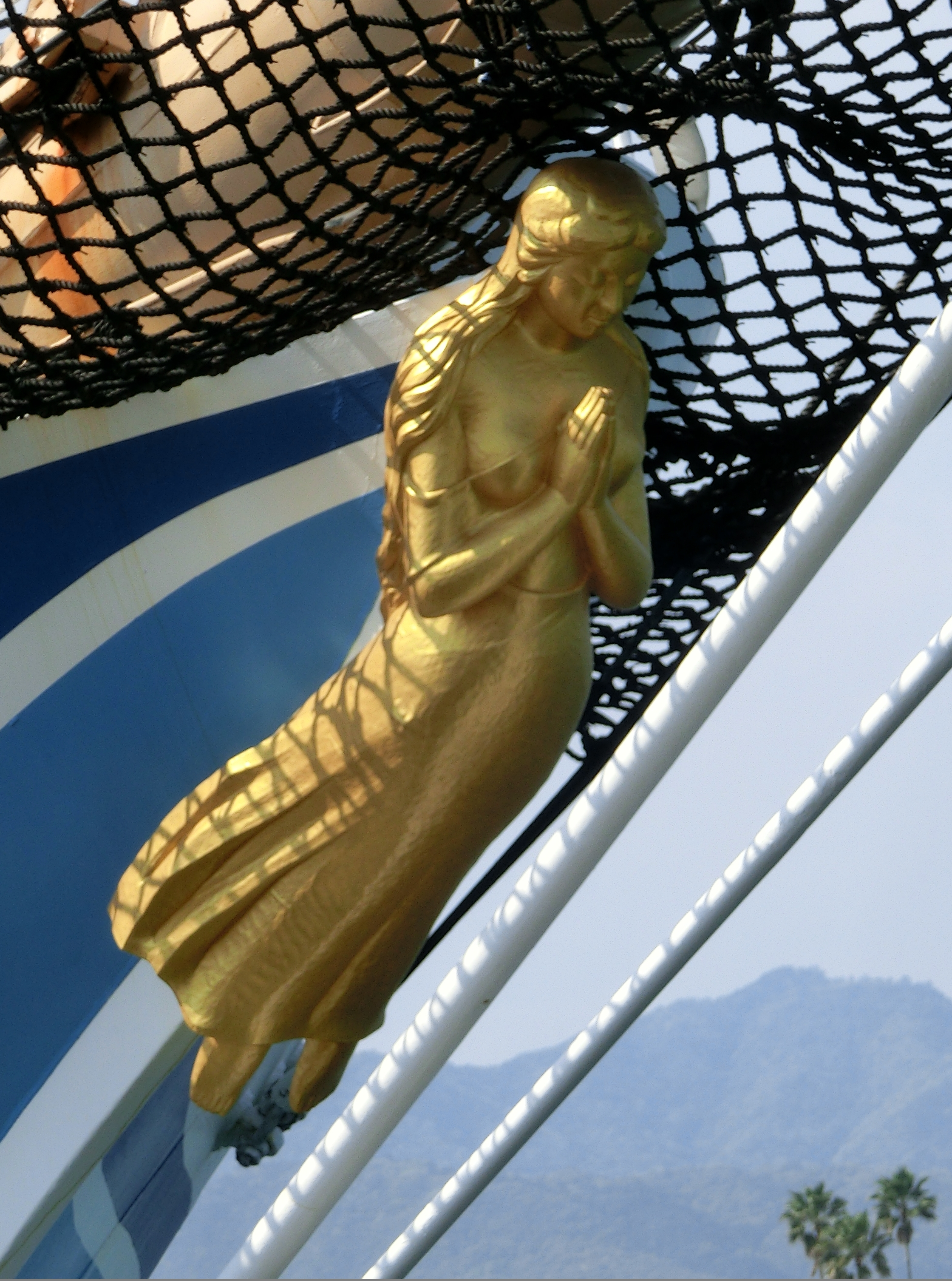
日本丸に取り付けられた女神「藍青（らんじょう）」の船首像

 ウィキメディア・コモンズには、船首像（フィギュアヘッド）に関するカテゴリがあります。

## タイプ
船首のタイプ
- バルバス・バウ
- clipper bow
- curved bow
- Inverted bow
- plumb bow
- raked bow
- 衝角
- High-chin spoon bow
- Low-chin spoon bow
- Straight bow (Direct angle close to 90 degr.)